# Polycentropus flavostictus
Polycentropus flavostictus là một loài Trichoptera trong họ Polycentropodidae. Chúng phân bố ở miền Cổ bắc.